# Danny Burch
Martin Harris (Surrey, 31 dicembre 1981) è un wrestler inglese.
Burch è stato sotto contratto con la WWE dal 2015 al 2022, dove ha vinto una volta l'NXT Tag Team Championship con Oney Lorcan (con un regno durato 153 giorni).

## Biografia

### WWE (2011–2014)

#### NXT(2011–2014)
Nel tardo 2011, Harris firmò con la WWE e venne mandato nel territorio di sviluppo di NXT nel giugno del 2012. Gli venne assegnato il ringname Danny Burch e fece il suo debutto nella puntata di NXT del 15 maggio 2013 venendo sconfitto da Bray Wyatt. Da quel momento Burch iniziò ad apparire sporadicamente fino al suo rilascio, avvenuto il 30 aprile 2014.

### Ritorno in WWE (2015–2022)

#### NXT(2015–2022)
Il 16 luglio 2015, nonostante non avesse firmato con la WWE, Harris apparve in una puntata di NXT venendo sconfitto da Kevin Owens. Il 15 dicembre 2016 venne annunciato che Burch avrebbe partecipato ad un torneo a sedici uomini indetto dalla WWE per l'assegnazione del WWE United Kingdom Championship. Il 14 gennaio 2017 Burch venne eliminato da Jordan Devlin negli ottavi di finale. Dopo aver formato un tag team con Oney Lorcan, nonostante una breve rivalità tra i due iniziale, nella puntata di NXT del 21 marzo i due vennero sconfitti da Pete Dunne e Roderick Strong nei quarti di finale del Dusty Rhodes Tag Team Classic. Successivamente, il 29 aprile Harris venne ufficialmente sotto contratto con la WWE, riassumendo il suo precedente ring name Danny Burch. Il 16 giugno, a NXT TakeOver: Chicago II, Lorcan e Burch affrontarono l'Undisputed Era (Kyle O'Reilly e Roderick Strong) per l'NXT Tag Team Championship ma vennero sconfitti. Il 1º giugno, a NXT TakeOver: XXV, Lorcan e Burch partecipò ad un Ladder match per il vacante NXT Tag Team Championship che comprendeva anche i Forgotten Sons (Steve Cutler e Wesley Blake), gli Street Profits (Angelo Dawkins e Montez Ford) e l'Undisputed Era (Bobby Fish e Kyle O'Reilly) ma il match venne vinto dai Profits. Nella puntata di NXT del 10 luglio Lorcan e Burch affrontarono gli Street Profits per l'NXT Tag Team Championship ma vennero sconfitti. Nella puntata di NXT del 3 giugno Lorcan e Burch presero parte ad un Triple Threat Tag Team match contro l'Undisputed Era (Bobby Fish e Roderick Strong) e i Breezango (Fandango e Tyler Breeze) per determinare i contendenti n°1 all'NXT Tag Team Championship ma il match venne vinto dai Breezango. Il 22 agosto, nel Pre-show di NXT TakeOver: XXX, Lorcan e Burch parteciparono ad un Triple Threat Tag Team match che comprendeva anche i Breezango e il Legado del Fantasma (Joaquin Wilde e Raul Mendoza) per determinare i contendenti n°1 all'NXT Tag Team Championship ma il match venne vinto dai Breezango. Nella puntata di NXT del 14 ottobre Lorcan e Burch affrontarono l'Undisputed Era (Bobby Fish e Roderick Strong) per determinare i contendenti n°1 all'NXT Tag Team Championship ma vennero sconfitti. Nella puntata di NXT del 21 ottobre Lorcan e Burch sconfissero i Breezango grazie all'aiuto di Pat McAfee conquistando l'NXT Tag Team Championship per la prima volta. Nella puntata di NXT dell'11 novembre Lorcan e Burch mantennero i titoli nella rivincita con i Breezango. Il 6 dicembre, a NXT TakeOver: WarGames, Burch, Lorcan, Pat McAfee e Pete Dunne vennero sconfitti dall'Undisputed Era (Adam Cole, Bobby Fish, Kyle O'Reilly e Roderick Strong) in un WarGames match. Nella puntata di NXT del 23 dicembre Lorcan e Burch difesero i titoli contro Drake Maverick e Killian Dain in uno Street Fight. Nella puntata di NXT del 17 marzo Lorcan e Burch difesero con successo i titoli contro Finn Bálor e Karrion Kross dopo che quest'ultimo attaccò Bálor. Il 23 marzo Lorcan e Burch dovettero rendere vacanti i titoli a causa di un infortunio dello stesso Burch alla spalla, dopo un regno durato 153 giorni. Dopo che Burch tornò in azione, egli e Lorcan si allearono con Pete Dunne e Ridge Holland, e nella puntata di NXT del 7 settembre affrontarono gli MSK (Nash Carter e Wes Lee) per l'NXT Tag Team Championship ma vennero sconfitti; al termine dell'incontro, però, Lorcan e Burch vennero attaccati da Dunne e Holland.
Il 5 gennaio 2022 Burch venne rilasciato dalla WWE.

## Personaggio

### Mosse finali
- London Bridge (Rope hung spike DDT)
- Tower of London (Rope hung cutter)

### Manager
- Dean Ayass

### Soprannomi
- "The Enforcer"
- "The Guv'nor"

### Musiche d'ingresso
- Song 2 dei Blur (RevPro)
- London Boys di Richard Myhill (WWE; 2017–2018)
- Combative dei CFO$ (WWE; 2018–2021; usata in coppia con Oney Lorcan)

## Titoli e riconoscimenti
- 4 Front Wrestling
  - 4FW Heavyweight Championship (1)
- Atlanta Wrestling Entertainment
  - GWC Championship (1)
- Best of British Wrestling

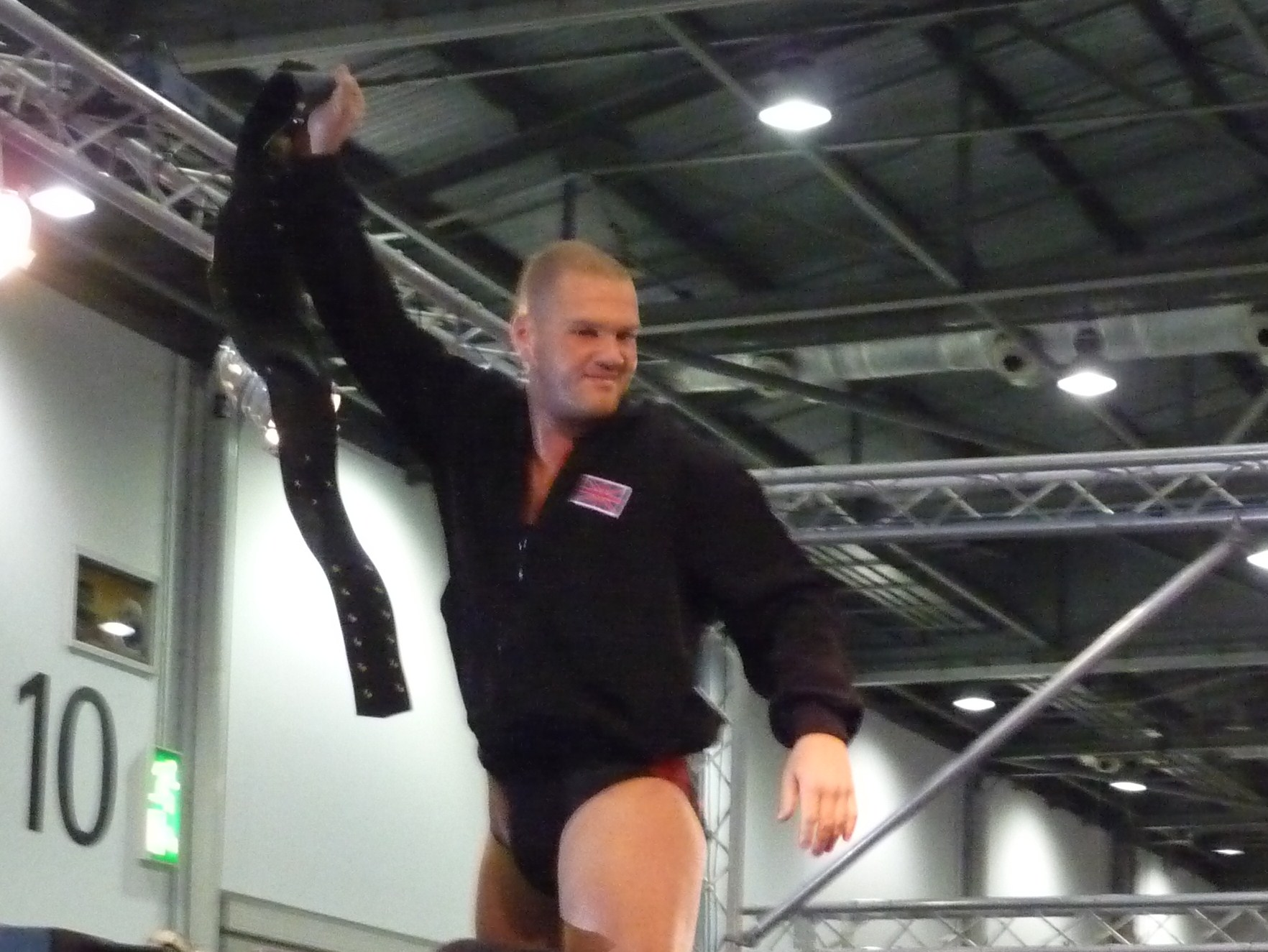
Martin Stone con l'FWA World Heavyweight Championship nel maggio del 2010

  - BOBW Heavyweight Championship (1)
- Frontier Wrestling Alliance
  - FWA Tag Team Championship (1) – con Stixx
  - FWA World Heavyweight Championship (1)
- Full Impact Pro
  - FIP Florida Heritage Championship (1)
- German Stampede Wrestling
  - GSW Tag Team Championship (1) – con Matt Vaughn
- International Pro Wrestling: United Kingdom
  - IPW:UK Championship (3)
- LDN Wrestling
  - LDN Championship (2)
- NWA Florida Underground Wrestling
  - NWA FUW Flash Championship (1)
- One Pro Wrestling
  - 1PW Openweight Championship (1)
  - 1PW World Heavyweight Championship (1)
- Platinum Pro Wrestling
  - PPW Platinumweight Championship (1)
- Premier Promotions
  - Worthing Trophy (2008)
- Pro Wrestling 101
  - PW101 Championship (1)
- Pro Wrestling Illustrated
  - 182º tra i 500 migliori wrestler singoli su PWI 500 (2010)
- Real Quality Wrestling
  - RQW Heavyweight Championship (1)
- Revolution Pro Wrestling
  - RPW Undisputed British Tag Team Championship (1) – con Joel Redman
- Rock and Metal Wrestling Action
  - RAMWA Heavyweight Championship (1)
- United States Wrestling Alliance (Jacksonville, FL)
  - Wrestle Bowl (2016)
- The Wrestling League
  - Wrestling League World Championship (1)
- Westside Xtreme Wrestling
  - wXw World Wrestling Tag Team Championship (1) – con Doug Williams
- WWE
  - NXT Tag Team Championship (1) – con Oney Lorcan
- World Xtreme Wrestling
  - WXW Tag Team Championship (1) – con Jody Kristofferson